# باول نيو
باول نيو (30 سبتمبر 1953 في المملكة المتحدة - ) (بالإنجليزية: Paul New)‏ هو لاعب كريكت بريطاني. لعب مع Berkshire County Cricket Club ‏.